# 아달리야
아달리야(공동번역성서), 혹은 아달랴(개역개정)(히브리어: עתליה, 그리스어: Γοθολία; 기원전 841년경 - 기원전 835년경 재위)는 유다 왕국의 7대 왕이자 전왕 아하시야의 어머니로 유다 왕국의 유일한 여왕이다. 구약 성경의 기록에서 아달랴는 자신의 아들 아하시야가 예후의 반란으로 살해당한 것을 보고 유다 집안의 왕족들을 모두 죽여버렸으나, 선왕 여호람의 딸이자 여호야다 사제의 아내 여호세바가 아하시야의 아들 요아스를 몰래 빼내어 숨겨주었다. 아달랴가 6년째 나라를 다스리는 동안 그들은 성전에 숨어 지냈다. 7년째 되는 해에 여호야다 사제가 용기를 내어 백인대장 여로함의 아들 아자르야, 아타야의 아들 마아세야, 지크리의 아들 엘리사팟과 계약을 체결했고 유다 땅을 돌아다니며 유다의 모든 성읍에서 레위인들과 이스라엘 가문의 우두머리들을 모아 예루살렘으로 오게 했다. 그리고 여호야다 사제는 백인 대장들로 하여금 궁궐 주변을 지키게 하고 숨겨둔 왕족 요아스를 왕으로 세우게 했다. 이를 본 아달랴는 반역이라고 소리쳤으나 여호야다 사제의 명령으로 백인대장들에 의해 끌려가 '말 문' 입구에서 살해당했다.
아달랴는 북 이스라엘 왕 아합과 이세벨의 딸로서, 유다 왕국의 5대 왕이었던 여호람과 결혼하여 왕비가 되었는데, 이렇듯 분단된 북이스라엘과 남유다는 서로의 정치적 필요에 따라 왕가끼리 정략결혼을 하게 되었다.

## 더 읽어보기
- http://www.koreadaily.com/news/read.asp?art_id=1224820#sthash.UlCHKyQ0.dpuf 보관됨 2014-11-05 - 웨이백 머신